# Byeollae-myeon
Byeollae-myeon (koreanska: 별내면) är en socken i kommunen Namyangju i  provinsen Gyeonggi i den norra delen av Sydkorea, 20 km nordost om huvudstaden Seoul.